# Cerceris cheskesiana
Cerceris cheskesiana is een vliesvleugelig insect uit de familie van de graafwespen (Crabronidae). De wetenschappelijke naam van de soort is voor het eerst geldig gepubliceerd in 1945 door Giner Mari.